# Kutkh

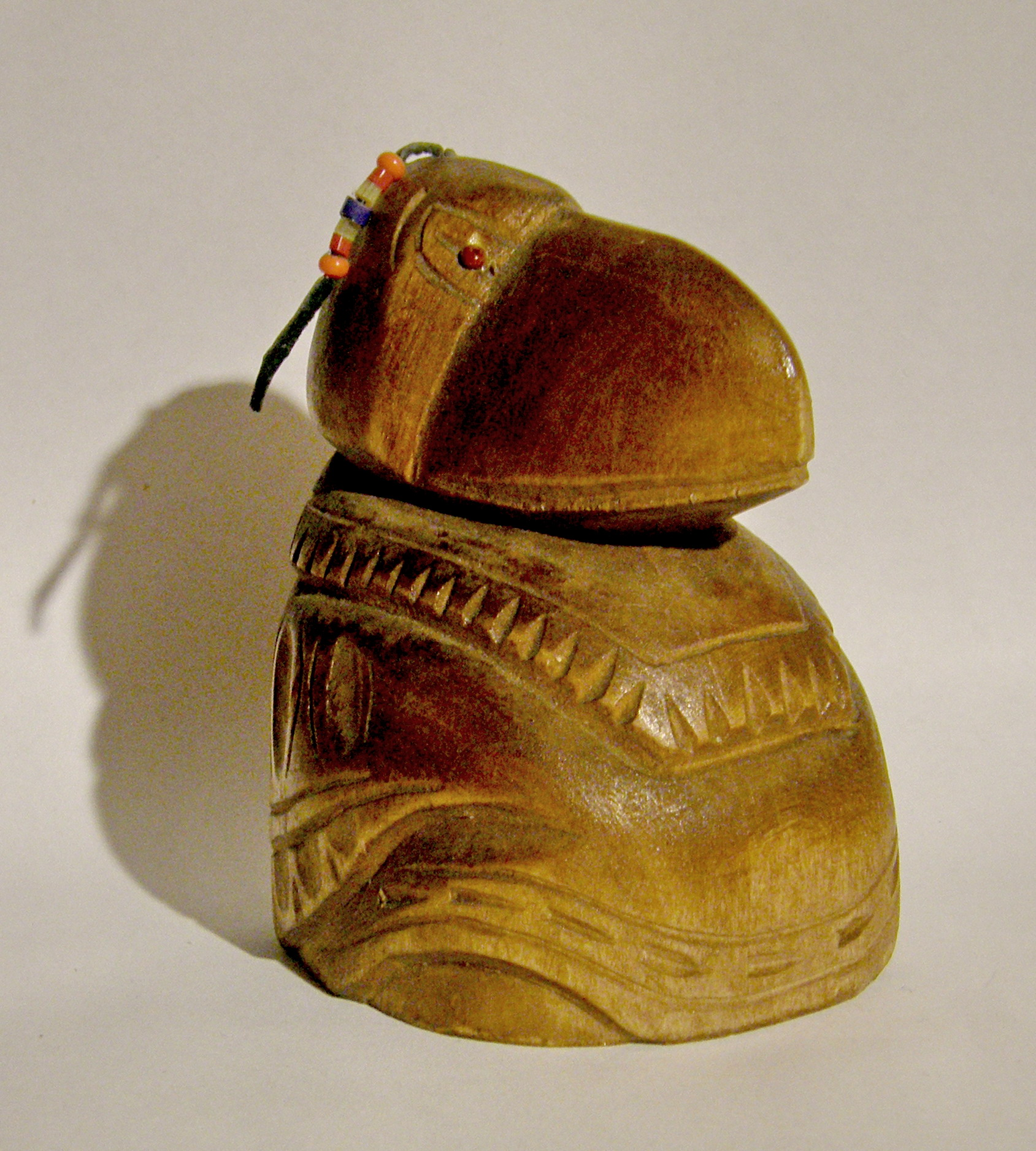
Scultura lignea di Kutkh, fatta da artigiani Coriachi.

Kutkh o Kutq (in russo Кутх?, Kutch) è una divinità dall'aspetto di corvo, venerata dalle popolazioni autoctone della Russia orientale costiera.

## Denominazioni
A seconda dell'etnia presa in considerazione, esso prende i nomi di Kutq fra gli Itelmeni, KútqI/KútqIy/KúsqIy fra i Coriachi del sud, KúykIy/QúykIy fra i Coriachi del nord, Kúrkil fra i Ciukci: i Coriachi, per i quali questa divinità è particolarmente importante, sogliono utilizzare il superlativo assoluto per nominarla (KutqÍnnaku, KusqÍnnaku o KuyÍnnaku, tutte dal significato "il grande Kutkh", oppure semplicemente "Dio").

## Miti e leggende
Presente nel pantheon di numerose culture, Kutkh riveste i ruoli più disparati: in ogni caso, esso ha sempre un ruolo chiave nella creazione del mondo e della razza umana, oltre ad essere un potente sciamano ed occasionalmente anche un trickster, ruoli questi che si ritrovano con la stessa frequenza anche nelle culture degli indiani americani della costa nordoccidentale, strettamente imparentati con gli aborigeni dell'Estremo Oriente russo.
Il mito di Kutkh si presenta in numerose versioni, spesso contraddittorie: se in alcune leggende esso viene esplicitamente creato da un'entità superiore, in altre è Kutkh stesso a crearsi (a volte a partire da una vecchia pelliccia) e si pavoneggia di ciò. La Kamčatka altro non sarebbe che una sua piuma accidentalmente caduta ed andatasi a posare sull'oceano (e sarebbe così ricca di vulcani proprio a testimoniare la natura collerica e volubile del dio), mentre in altre storie meno poetiche i continenti sarebbero i suoi escrementi ed i fiumi ed i laghi la sua urina. Tratto comune a tutte le culture che venerano Kutkh è il fatto che egli permette al sole di sorgere sulla terra, sia rimuovendo le pietre che ne offuscano lo splendore, che rubando il sole e la luna a qualche spirito maligno che se n'è impossessato per proprio uso personale (analogamente a quanto accade nelle culture Haida e Tlingit): in alcuni casi è proprio Kutkh la divinità da derubare per permettere agli astri di sorgere.

Kutkh sarebbe inoltre assai virile: molti miti riguardanti la creazione dell'uomo lo vedono copulare con altri spiriti animali, anche se solitamente Kutkh ha interazioni di tipo negativo con le altre divinità (cane, lupo, volpe, ghiottone, topo, gufo, foca, tricheco ed altri), che vengono da esso truffate od offese.
Un esempio è la leggenda dei Ciukci, "Kutkh e i topi":

L'esploratore russo Stepan P. Krašeninnikov, giunto in Kamčatka, descrive così la concezione che gli Itelmeni avevano di Kutkh:

La figura di Kutkh rimane ancora popolare in Kamčatka, dove viene utilizzata anche nelle pubblicità di prodotti. Manufatti coriachi rappresentanti la divinità, spesso arricchiti con perline e pelliccia, vengono vendute come souvenir.